# Populous (игра)
Populous — компьютерная игра в жанре стратегии в реальном времени, разработанная Питером Молиньё для Bullfrog в 1989 году для Amiga. Считается, что эта игра заложила основы жанра «симулятора бога». Игра была продолжена двумя сиквелами — Populous II и Populous: The Beginning.

## Геймплей
Главное окно в игре рассматривается в изометрической перспективе и находится в «столешнице», на которой также находится карта мира (изображается как открытая книга), ползунок, который измеряет уровень божественной силы («маны») игрока.
Игра состоит из 500 уровней-миссий. Уровень представляет собой территорию, где живут последователи игрока и последователи враждебного божества. Для того, чтобы перейти к следующему уровню, игрок должен уничтожить вражескую «церковь». Для уничтожения противника необходимо некоторое пороговое число своих последователей. Это делается с помощью божественной силы.
В игре есть ряд пейзажей, — в частности: пустыня, скалы и лава, снега и льды, и т.д. Различные пейзажи по-разному влияют на развитие «церкви» игрока и «церкви» противника.
Основное доступное игроку средство воздействия на игровую реальность — изменение ландшафта (подъем и опускание земли). Это помогает выравнивать землю для последующего застраивания последователями игрока. Здания необходимы для увеличения количества последователей игрока и его силы.
Увеличение количества маны открывает дополнительные силы для игрока, которые расширяют возможности игрока. Так игрок сможет вызывать землетрясения, создавать вулканы и т.д., а также превратить обычных последователей в более мощных рыцарей.

## Отзывы
| Иноязычные издания | Иноязычные издания |
| Издание            | Оценка             |
| ------------------ | ------------------ |
| CVG                | 96 %               |
| Famitsu            | 31 / 40 (SNES)     |
| MegaTech           | 91 %               |
| Raze               | 89 %               |
| Zero               | 92 %               |
| ST/Amiga Format    | 92 %               |
| Your Amiga         | 93 %               |

Populous получила восторженные отзывы критиков. В 1991 году Populous была присуждена премия Origins Award в номинации «Лучшая военная или стратегическая компьютерная игра 1990», а также «Компьютерная игра 1990 года», присуждаемая игровым журналом Video Games & Computer Entertainment.